# Kaurimyia thorpei
Genre
Espèce
Kaurimyia thorpei est une espèce d'insectes diptères de la famille des Apsilocephalidae. C'est le seul représentant du genre Kaurimyia.

### GenreKaurimyia
- (en) Animal Diversity Web : Kaurimyia (consulté le 18 août 2013)
- (en) Catalogue of Life : Kaurimyia (consulté le 13 décembre 2020)

### EspèceKaurimyia thorpei
- (en) Animal Diversity Web : Kaurimyia thorpei (consulté le 18 août 2013)
- (en) Catalogue of Life : Kaurimyia thorpei Winterton & Irwin, 2008 (consulté le 21 décembre 2020)